# Azərbaycan Kuboku 1993-1994
La Azərbaycan Kuboku 1993-1994 è stata la 3ª edizione della coppa nazionale azera, disputata tra il settembre 1993 (con gli incontri del primo turno) e il maggio 1994 e conclusa con la vittoria del Kyapaz Gyandzha, al suo primo titolo.

## Formula
La competizione si svolse ad eliminazione diretta e parteciparono le squadre delle due divisioni.
Tutti i turni si giocarono con andata e ritorno ad eccezione della finale.

## Ottavi di finale
| Squadra 1              | Totale   | Squadra 2          | Andata | Ritorno |
| ---------------------- | -------- | ------------------ | ------ | ------- |
| PFC Neftchi Baku       | 6 - 1    | FK Vilash Masalli  | 4 - 0  | 2 - 1   |
| Karabakh Agdam         | 4 - 2    | Shakhdag Kusary    | 2 - 0  | 2 - 2   |
| Pambygchi Barda        | 3 - 3    | FK Khazar Lenkoran | 1 - 3  | 2 - 0   |
| Khazar Sumgait         | 3 - 1    | Azneftyag Baku     | 3 - 1  | 0 - 0   |
| Turan Tauz             | 2 - 3 dr | SKA-Geozan Kazakh  | 0 - 0  | 0 - 0   |
| Baki Fekhlesi Mashtagi | 3 - 1    | Azeri Baku         | 2 - 1  | 1 - 0   |
| Kyapaz Gyandzha        | 3 - 1    | Kur Mingechaur     | 2 - 1  | 1 - 0   |
| Inshaatchi Baku        | 4 - 3    | Umid Dzhalilabad   | 2 - 1  | 2 - 2   |

## Quarti di finale
| Squadra 1          | Totale | Squadra 2              | Andata | Ritorno |
| ------------------ | ------ | ---------------------- | ------ | ------- |
| PFC Neftchi Baku   | 0 - 6  | Karabakh Agdam         | 0 - 3  | 0 - 3   |
| FK Khazar Lenkoran | 3 - 2  | Khazar Sumgait         | 0 - 2  | 3 - 0   |
| SKA-Geozan Kazakh  | 3 - 2  | Baki Fekhlesi Mashtagi | 0 - 2  | 3 - 0   |
| Kyapaz Gyandzha    | 3 - 1  | Inshaatchi Baku        | 1 - 0  | 2 - 1   |

## Semifinali
| Squadra 1         | Totale | Squadra 2          | Andata | Ritorno |
| ----------------- | ------ | ------------------ | ------ | ------- |
| Karabakh Agdam    | ?      | FK Khazar Lenkoran | 3 - 0  | ?       |
| SKA-Geozan Kazakh | ?      | Kyapaz Gyandzha    | ?      | ?       |

## Finale
La finale venne disputata nel maggio 1994 a Baku.
| Baku maggio 1994                                                              | Kyapaz Gyandzha | 2 – 0 | FK Khazar Lenkoran |  |
| \| \| \| \| \| Ceyhun Tanrıverdiyev 97’ Fazil Pərvərov 62’ \| Marcatori \| \| |                 |       |                    |  |
|                                                                               |                 |       |                    |  |
| Ceyhun Tanrıverdiyev 97’ Fazil Pərvərov 62’                                   | Marcatori       |       |                    |  |